# روني فافالورو
روني خيرونيمو فافالورو (بالإسبانية: René Gerónimo Favaloro)‏ (ولد في لابلاتا، الأرجنتين، في 12 يوليو 1923 وتوفي في بوينس آيرس، الأرجنتين، في 29 يوليو 2000) طبيب أرجنتيني مختص في جراحة القلب. يعرف بكونه أول جراح قام بعملية عملية مجازة الشريان التاجي (بالإنجليزية: Coronary artery bypass surgery)‏.

درس فافالورو الطب في جامعة لابلاتا، واشتغل في بداية حياته المهنية، في 1950، بخاسينطو أراوس، بمحافظة لابامبا، قبل أن ينتقل للولايات المتحدة سنة 1962، حيث اشتغل في مصحة كليفلاند Cleveland Clinic. هناك، وبعد خمس سنوات من العمل في مجال جراحة القلب والشرايين، نجح في القيام بأول عملية مجازة الشريان التاجي.

في نهاية عقد الستينات، نجح فافالورو في تطوير تقنية استعمال أوردة الأطراف السفلية، الوريد الصافن (بالإنجليزية: saphenous vein)‏ في جراحة القلب.

أسس فافالورو سنة 1970، في الأرجنتين، مؤسسة خيرية متخصصة في جراحة القلب، تحمل إسمه (بالإسبانية: Fundación Favaloro)‏. في 1983، اختير لعضوية اللجنة الوطنية للتقصي حول المختفين CONADEP، التي كلفت بالتقصي حول انتهاكات حقوق الإنسان المتفرقة خلال مرحلة الحكم العسكري بالأرجنتين.

أدت الأزمة الاقتصادية الأرجنتينية لسنة 2000 إلى تراكم مديونية مؤسسة فافالورو الخيرية، وبعد استحالة حصوله على دعم حكومي، انتحر في 29 يوليو 2000، موجها رصاصة إلى قلبه، مخلفا رسالة، ينتقد فيها نظام الرعاية الصحية الأرجنتيني.

## إرث
ورد اسمه في أغنية فرقة الروك الأرجنتينية برسويت فركاراباط Argentinidad al palo، حيث تعتبره كلمات الأغنية كرمز للتاريخ الأرجنتيني المعاصر المتسم بتذبذبه بين النشوة والاحتضار.